# Tagalog
I tagalog sono la seconda etnia più numerosa delle Filippine.

## Area
Questa etnia rappresenta la maggioranza delle province di Batangas, Cavite, Bulacan, Laguna, Bataan, Quezon, Camarines Norte, Marinduque, e di Rizal. Altre province con una percentuale significativa di etnia tagalog sono quelle di Nueva Ecija, Tarlac, Aurora, Zambales, Oriental Mindoro, e Metro Manila; tuttavia la regione originaria di questa etnia è in Batangas.

## Demografia
I tagalog sono stimati intorno alle 15.876.000 unità. La loro origine è ancora oggetto di disputa.

## Cultura
La cultura tagala del periodo pre-ispanico era totalmente differente dalla forma attuale.

## Dizionari bilingui
I frati redentoristi furono presenti nelle Filippine per quasi tre quarti del XIX secolo. Il frate australiano Leo James English (1907-1997), nei suoi 51 anni di missione nel Paese, elaborò il più diffuso dizionario bilingue fra l'inglese e la lingua tagalog. Il dizionario presenta 16.000 parole primitive della lingua Tagalog, 21.000 derivate, corredate da circa 30.000 frasi esemplificative del loro uso. Fu il primo dizionario della lingua tagalog mai pubblicato, ed uno dei più completi ancora nel secolo successivo.
Ad esso seguirono altri dizionari bilingui nelle Filippine, quali il Vicassan's Pilipino–English Dictionary e il New Vicassan's English–Pilipino Dictionary, redatti dal filippino Vito C. Santos, che per un periodo collaborò con padre English.
I dizionari bilingui contribuirono a diffondere la lingua filippina sia nel territorio nazionale che all'estero. Il dizionario tagalog servì anche ai missionari redentoristi per diffondere il culto mariano cattolico di Nostra Signora del Perpetuo Soccorso.